# 茄鯗
茄鯗是小說《紅樓夢》之中的一道菜名。鯗的本意為剖開且晾乾的魚，或是切成片的腌製食品。茄鯗原則上就是將茄子剖成片再加工的腌漬加工品。
這道菜在小說的實際情節之中所占份量不多，僅僅由書中人物劉姥姥吃了二口，但是作者藉著另一位書中人物王熙鳳之口，說出它製作過程複雜的程度，讓鄉下來的窮親戚劉姥姥目瞪口呆。據王熙鳳的說法，這道菜主要是用茄子作成，不過要「把才下來的茄子把皮刨了，只要淨肉，切成碎釘子，用雞油炸了，再用雞脯子肉並香菌、新笋、蘑菇、五香腐干、各色乾果子，俱切成釘子，用雞湯煨乾，將香油一收，外加糟油一拌，盛在瓷罐子裏封嚴，要吃時拿出來，用炒的雞瓜一拌就是了。」劉姥姥聽了後，搖頭吐舌說道：「我的佛祖！倒得十來只雞來配他，怪道這個味兒！」。
茄鯗這道菜反映出《紅樓夢》中賈府生活的精緻與奢華的一面，同時也讓人看到了鄉下農婦劉姥姥純樸可愛的一面。現代許多紅樓宴中，茄鯗幾乎是一道必然名列其中的菜餚，不過它的滋味究竟如何，是否能與紅樓夢中所描寫一般，讓吃到的人如此驚豔，則是未必見得。
茄鯗這道菜，主要是要做文學上的誇飾。茄子本來是蔬果，但是賈府的烹調，卻是企圖讓茄子吃起來像是雞肉。所以反覆提到「用雞油炸了」「用雞脯子肉」「用雞湯煨乾」「用炒的雞瓜(雞胸肉雞丁)一拌」讓茄子入味。在劉姥姥日常的庶民生活中，茄子這種蔬果很普遍並不高貴，而雞肉已經是鄉村逢年過節拿來加菜的有檔次的食材，所以萬萬沒想到這道菜用了那麼多比較貴的雞肉，只為了讓比較便宜的茄子入味。至於真正的滋味雖然特殊但不是特別的美味，就是吃起來像雞肉的茄子而已。(對比現代食品，有點像是雞汁口味的洋芋片。食材本身是便宜的馬鈴薯，切片油炸，但是吃起來有雞肉味。)

## 出處
- 《紅樓夢》第四十一回

## 外部連結
1. ↑  .   [2019-07-16]. （原始内容存档于2019-07-16）.